# Sâ (Bingo)
Pour les articles homonymes, voir Sa.
Ne doit pas être confondu avec Sâ (Douroula).
Sâ est un village du département et la commune rurale de Bingo, situé dans la province du Boulkiemdé et la région du Centre-Ouest au Burkina Faso.

## Santé et éducation
Le village possède un centre d'alphabétisation et une école primaire publique.